# Яхіно
Я́хіно (рос. Яхино, марій. Якын почиҥга) — присілок у складі Марі-Турецького району Марій Ел, Росія. Входить до складу Марі-Турецького міського поселення.

## Населення
Населення — 27 осіб (2010; 32 у 2002).
Національний склад (станом на 2002 рік):
- татари — 84 %